# Malpaga (Cavernago)
Malpaga è una frazione del comune di Cavernago, in provincia di Bergamo, distante circa 13 km a sud del capoluogo.

## Monumenti e luoghi d'interesse
Nel centro del borgo e all'interno del Parco del Serio, è collocato il Castello di Malpaga, antico maniero appartenuto ai Visconti e ristrutturato dal famoso condottiero Bartolomeo Colleoni nel 1456, che divenne sede della sua corte.